# An Interrupted Honeymoon (film 1905)
An Interrupted Honeymoon è un cortometraggio muto del 1905 diretto da Lewin Fitzhamon.

## Trama
Un agente insegue un ladro di gioielli fino al treno dove quest'ultimo si veste con gli abiti della moglie, cattura il poliziotto e lo lega.

## Produzione
Il film fu prodotto dalla Hepworth.

## Distribuzione
Distribuito dalla Hepworth, il film - un cortometraggio della lunghezza di 121,5 metri - uscì nelle sale cinematografiche britanniche nel marzo 1905. Non si hanno altre notizie del film che si ritiene perduto, forse distrutto nel 1924 quando il produttore Cecil M. Hepworth, ormai fallito, cercò di recuperare l'argento del nitrato fondendo le pellicole.